# Pianoro di till
Un pianoro di till (in inglese till plain) è una estensione pianeggiante di till glaciale che si forma quando un ammasso di ghiaccio si distacca dal corpo principale di un ghiacciaio e fonde sul luogo depositando i sedimenti che trasportava. Un pianoro di till con topografia irregolare viene riferito come morena terrestre.